# Marumomysis antarctica
Marumomysis antarctica is een aasgarnalensoort uit de familie van de Mysidae. De wetenschappelijke naam van de soort is voor het eerst geldig gepubliceerd in 2007 door San Vicente.